# Theaceae
Le Teacee (Theaceae Mirb., 1816) sono una famiglia di piante angiosperme dicotiledoni dell'ordine Ericales, a prevalente distribuzione nelle regioni tropicali e subtropicali.
Il genere più noto è Camellia che include molte specie con valenza ornamentale e una specie (Camellia sinensis) coltivata per la produzione del tè.

## Descrizione
La maggior parte delle specie sono legnose (alberi o arbusti), sempreverdi; i generi Stewartia e Franklinia (nativi degli Stati Uniti) sono invece decidui.
Le foglie sono semplici a fillotassi alterna.
I fiori sono attinomorfi per lo più ermafroditi. Sono pentameri formati da 5 sepali e 5 petali. Gli stami sono numerosi, il gineceo è formato da 3-5 carpelli saldati in un ovario supero.
Il frutto è in genere una capsula loculicida.

## Tassonomia
La classificazione di Cronquist (1981) assegnava la famiglia all'ordine Theales nella sottoclasse delle Dilleniidae.
La moderna classificazione APG assegna la famiglia all'ordine Ericales, nel clade Asteridi.
La famiglia comprende i seguenti generi:
- Apterosperma Hung T.Chang
- Camellia L.
- Franklinia W.Bartram ex Marshall
- Gordonia Ellis
- Polyspora Sweet
- Pyrenaria Blume
- Schima Reinw. ex Blume
- Stewartia L.